# Moucherolle à bec noir
Aphanotriccus audax
Ne doit pas être confondu avec Moucherolle noir, Moucherolle à dos noir, Moucherolle à tête noire ou Moucherolle à queue noire.
Espèce
Synonymes
- Praedo audax

Statut de conservation UICN

 NT  : Quasi menacé
Le Moucherolle à bec noir (Aphanotriccus audax), appelé également Moucherolle de Nelson, est une espèce de passereau placée dans la famille des Tyrannidae.

## Systématique
Le Moucherolle à bec noir a été décrit en 1912 par Edward William Nelson sous le nom scientifique de Praedo audax.

## Distribution
Il vit dans l'est de Panama (provinces de Panama et de Darién) et dans le nord de la Colombie (du Nord du département d'Antioquia jusqu'à celui de La Guajira). En Colombie, la population aurait diminué de 30% entre 1985 et 1996 (trois générations),.

## Habitat
Il vit dans les étages intermédiaires des forêts humides à couvert fermé, à proximité des cours d'eau et des zones marécageuses, dans les plaines et les contreforts entre 100 et 600 m d'altitude.